# 頼助 (仏師)
頼助（らいじょ、天喜2年（1054年） - 元永2年6月9日（1119年7月18日））は、平安時代後期に活躍した奈良仏師。定朝の孫で覚助の実子または直系の弟子として多数の造像に携わる。興福寺を中心に主に奈良で活躍したため、頼助の系統は御寺仏師、奈良仏師と呼ばれ、運慶ら優れた仏師を輩出した。子に金剛峯寺所蔵「絹本著色両界曼荼羅図」（血曼荼羅）を描いた常明がいる。

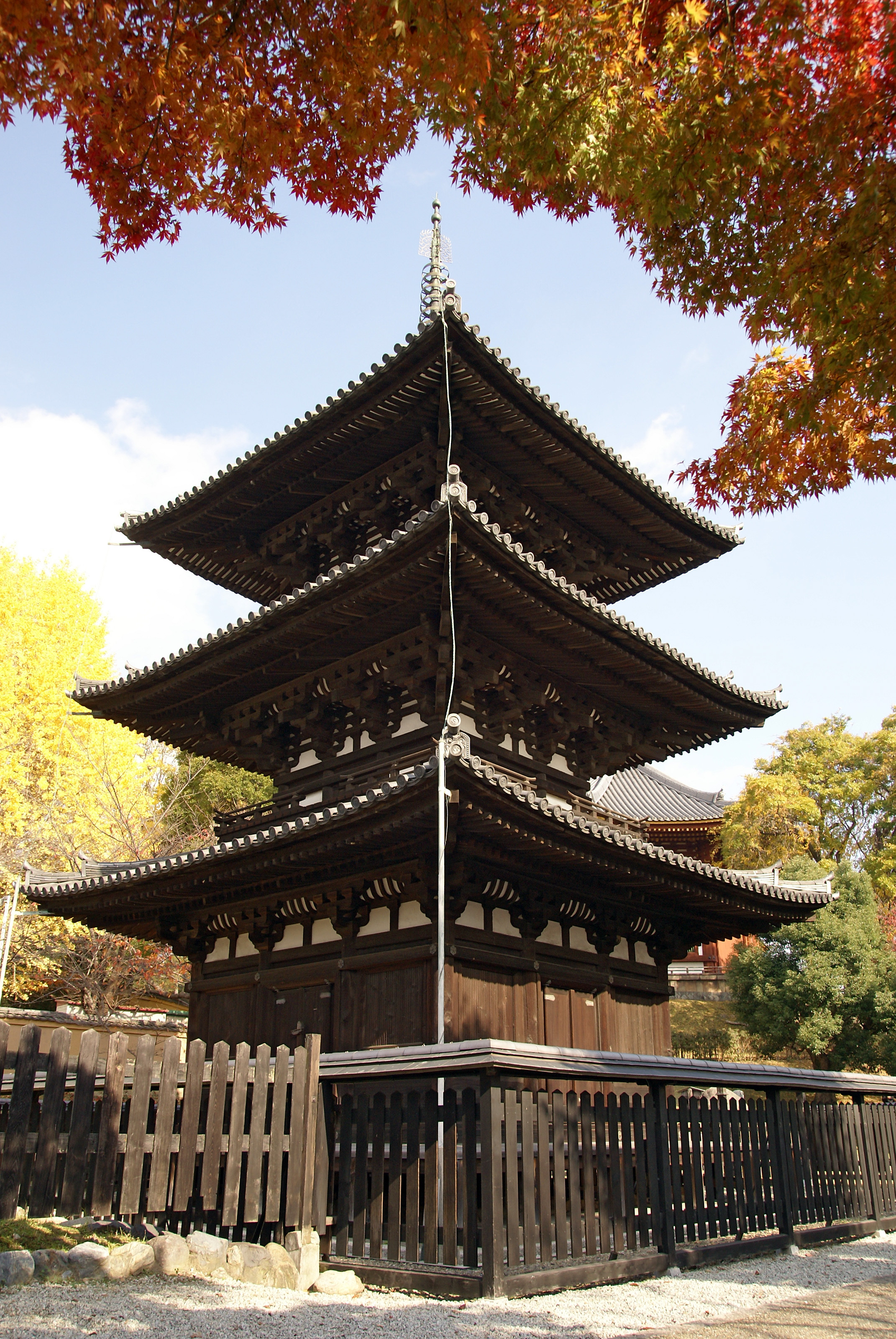
頼助が活躍した興福寺の三重塔

## 経歴
- 1103年（康和5年）、興福寺の落慶供養に際して法橋に叙せられた。
- 1110年（天永元年）、再び興福寺寺諸像を修理を指導。
- 1116年（永久4年）、興福寺と関係が深い春日大社西塔の仏像を造立する。